# Jan von Plato
Jan von Plato, född 23 juni 1951 i Helsingfors, är en finländsk logiker och vetenskapshistoriker.
Von Plato blev filosofie doktor 1980. Han verkade 1982–1983 som gästande forskare i Bielefeld, 1983–1984 vid Harvard och Stanford, 1988–1989 i München, 1989–1990 i Pittsburgh och 1992 vid Princeton. Han var 1982–1985 yngre och 1985–1993 äldre forskare vid Finlands Akademi samt verkade 1995–1996 som lektor i filosofi vid London School of Economics. Han var 1981–2000 docent i teoretisk filosofi vid Helsingfors universitet och innehade sedan sistnämnda år den svenskspråkiga professuren i filosofi samt utsågs 2004 till prefekt för institutionen, till 2018. Von Plato arbetar sedan 2018 som forskningsledare i det av ERC (European Research Council) finansierade forskningsprojektet GODELIANA.
Som forskare är von Plato känd för sitt arbete inom vetenskapsfilosofi och -historia samt logik, särskilt bevisteori. Bland publikationerna märks Creating Modern Probability (1994, 5:e uppl. 2000), samt Structural Proof Theory (tillsammans med Sara Negri) 2001, båda för Cambridge University Press. Han har publicerat tolv böcker och väl över 100 vetenskapliga artiklar.

## Böcker
- von Plato, Jan: Creating Modern Probability: Its Mathematics, Physics and Philosophy in Historical Perspective. Cambridge University Press, 1994, ISBN 0-521-59735-8
- Negri, Sara & von Plato, Jan: Structural Proof Theory. Cambridge University Press, 2001, ISBN 0-521-79307-6.
- Negri, Sara & von Plato, Jan: Proof analysis. A Contribution to Hilbert's Last Problem. Cambridge University Press 2011.  ISBN 978-1-107-00895-3.
- von Plato, Jan: Elements of Logical Reasoning. Cambridge University Press, Cambridge 2013, ISBN 978-1-107-03659-8.
- von Plato, Jan: Saved from the Cellar : Gerhard Gentzen’s Shorthand Notes on Logic and Foundations of Mathematics. Springer, Cham 2017, ISBN 978-3-319-42119-3.
- von Plato, Jan: The Great Formal Machinery Works: Theories of Deduction and Computation at the Origins of the Digital Age. Princeton University Press, 2017, ISBN 978-0-691-17417-4.
- von Plato, Jan: Can Mathematics be Proved Consistent? Gödel's Shorthand Notes and lectures on Incompleteness.Springer, Cham 2020, ISBN 978-3-030-50878-4.
- Hämeen-Anttila, Maria & von Plato, Jan: Kurt Gödel: The Princeton Lectures on Intuitionism. Springer, Cham 2021, ISBN 978-3-030-87296-0.
- von Plato, Jan: Chapters from Gödel's Unfinished Book on Foundational Research in Mathematics. Springer, Cham 2022, ISBN 978-3-030-97134-2.
- Negri, Sara & von Plato, Jan: Oiva Ketonen: Investigations into the Predicate Calculus. College Publications, London 2022.
- Hämeen-Anttila, Maria & von Plato, Jan: Kurt Gödel: Results on Foundations. Springer, Cham 2023.
- von Plato, Jan: Portrait of Young Gödel. Springer, Cham 2024.